# سلیمان‌آباد (بهار)
سلیمان‌آباد (بهار)، روستایی از توابع بخش لالجین شهرستان بهار در استان همدان ایران است.

## جمعیت
این روستا در دهستان مهاجران قرار دارد و براساس سرشماری مرکز آمار ایران در سال ۱۳۹۵، جمعیت آن ۵۹۰ نفر (۱۷۳خانوار) بوده‌است.

## زبان و مذهب
مردمان این روستا زبان ترکی آذربایجانی و مسلمان شیعه مذهب هستند.قلعه ای قدیمی در این روستا وجود دارد که به قلعه سلیمان آباد مشهور است.
شغل عمده مردم این روستا کشاورزی و دامداری است.